# Lavadero público de Puerto Lumbreras

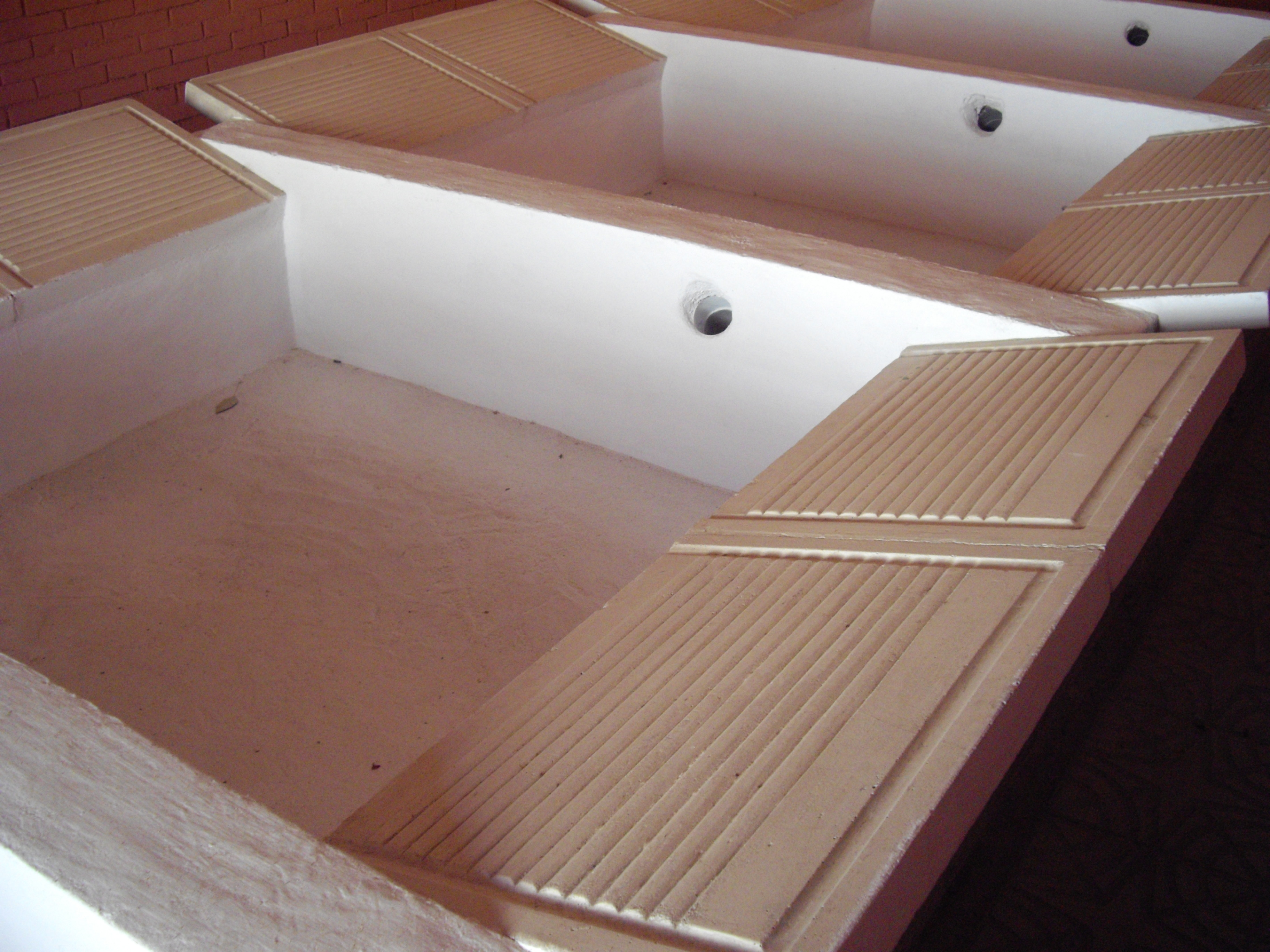
Pilas de lavar

Lavadero público situado en los jardines de San Rafael de Puerto Lumbreras (Región de Murcia, España), y que antes estuvo junto a la fuente y abrevadero de Los Caños, formando parte de la compleja infraestructura hidráulica de aprovechamiento tanto de la corriente de agua subterránea recogida por galerías filtrantes en la rambla de Nogalte como de la obtenida de las escorrentías superficiales por medio de boqueras y aljibes.

## Historia

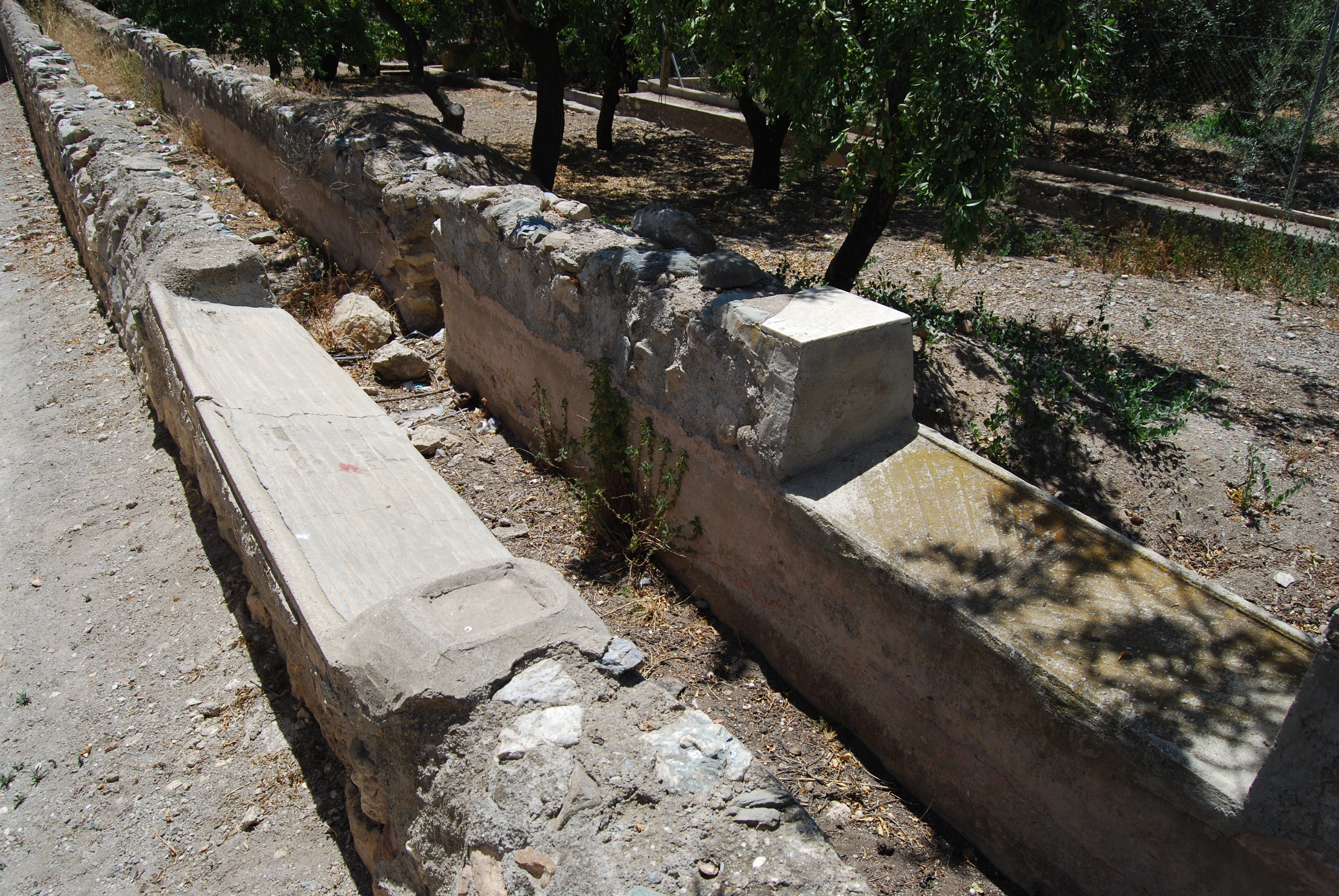
Lavaderos en la acequia de Los Molinos

El lavadero se abastecía del caudal contiguo de agua obtenida en el sistema de Caño y Contracaño y que también proporcionaba agua a una fuente y un abrevadero. Las aguas sobrantes iban a parar a una balsa a partir de la cual se utilizaba para riego o para accionar la maquinaria de molinos hidráulicos harineros. A través de un sifón el agua era conducida desde la margen derecha de la rambla, donde se producía el alumbramiento de las aguas, hasta la izquierda, donde se situaba la Acequia de Los Molinos junto a la cual se construyeron otros lavaderos que daban servicio a las casas de la huerta de la zona.

El lavadero fue reconstruido tras la catastrófica riada de 19 de octubre de 1973 que provocó 84 muertos además de afectar seriamente a infraestructuras públicas (plaza de Abastos, Estación elevadora de agua potable, el abrevadero y la fuente de los Caños …etc) y a numerosas viviendas particulares. Del anterior, que data de época de la república, solo se conservan las pilas.

## El lavadero
La edificación actual está formada por paredes de ladrillo y cubierta a dos aguas de teja árabe, con una abertura perimetral que permite su ventilación continúa. En el interior se sitúan tres pilas dobles enfrentadas de piedra lavada.

Forma parte de la Ruta del Agua de Puerto Lumbreras, un itinerario urbano en la que se visitan los sistemas de captación (galerías con lumbreras), almacenamiento (balsa) y aprovechamiento (acequias, molinos, Fuente de Los Caños y lavaderos) del agua obtenida a través del sistema de Caño y Contracaño y que se ha recuperado con el objeto de dar a conocer una infraestructura con siglos de antigüedad que es considerada modelo de aprovechamiento sostenible de los recursos hídricos en un clima seco y semiárido como el de Puerto Lumbreras.

Actualmente, perdida su función original, es utilizado para diferentes actividades públicas como exposiciones temporales.